# Урдук
Урдук је насељено мјесто у општини Хаџићи, Босна и Херцеговина.

## Становништво
|         | 2013.       | 1991.       | 1981.       | 1971.       |
| Укупно  | 22 (100,0%) | 50 (100,0%) | 61 (100,0%) | 64 (100,0%) |
| Бошњаци | 22 (100,0%) | –           | 1 (1,639%)1 | –           |
| Срби    | –           | 49 (98,00%) | 60 (98,36%) | 64 (100,0%) |
| Остали  | –           | 1 (2,000%)  | –           | –           |

1. 1 На пописима од 1971. до 1991. Бошњаци су пописивани углавном као Муслимани.